# Galium lucidum
Galium lucidum All., detto comunemente caglio lucido, è una pianta appartenente alla famiglia delle Rubiacee.

## Etimologia
Dal greco γάλα gála latte: in quanto alcune specie appartenenti a questo genere venivano usate per cagliare il latte; lucidum:  da lucidus lucido: per l'aspetto generale di parti della pianta.

## Descrizione

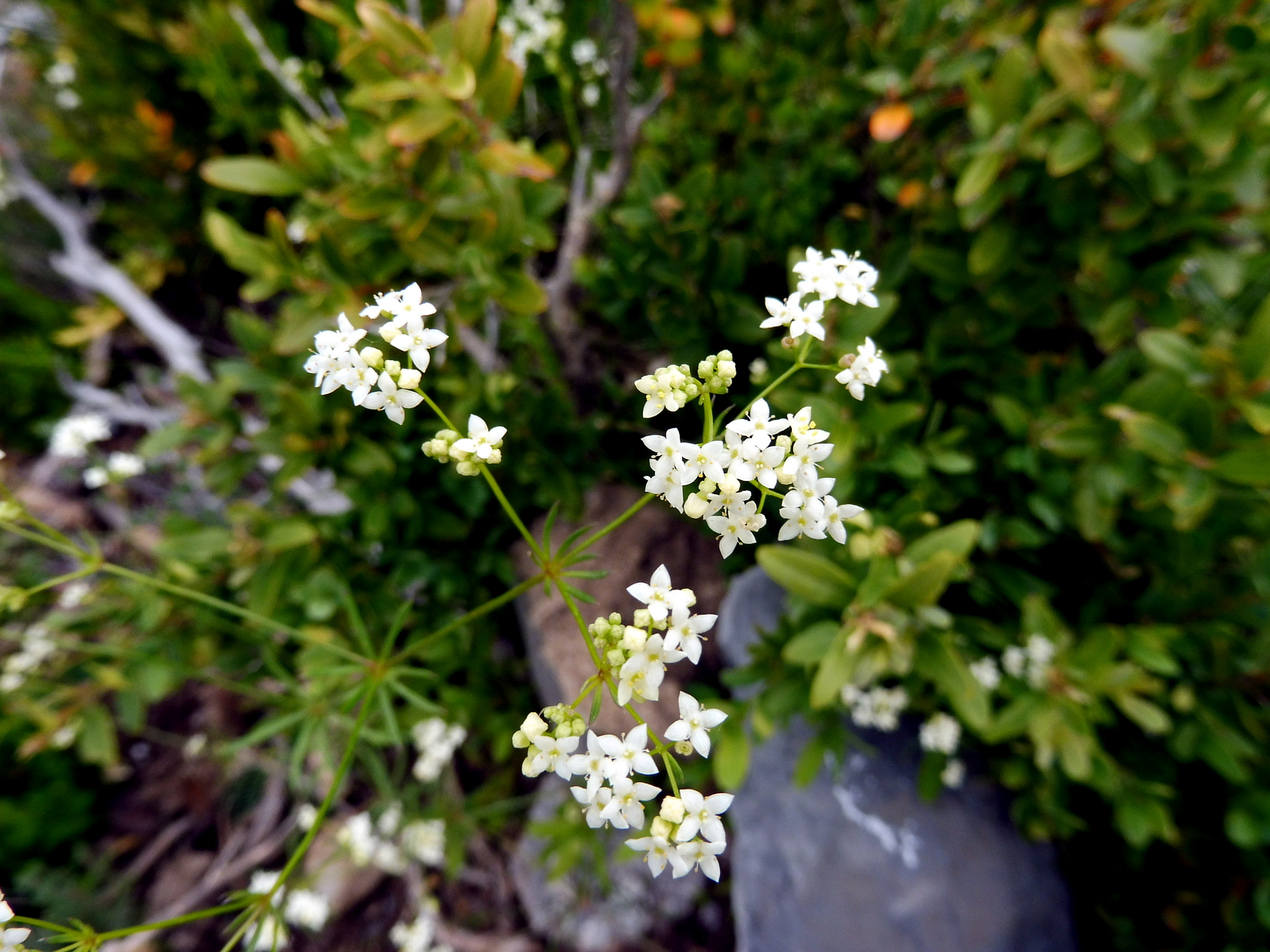
Fiori

Si presenta come una pianta erbacea perenne, eretta.
Il frutto schizocarpico è un achenario, con 2 mericarpi di 1,2–2 mm, subreniformi o oblunghi, bruni o bruno-giallastri, o bruno nerastri, glabri o raramente con peli sparsi.
Fiorisce da maggio a settembre.

## Distribuzione e habitat
É una specie a distribuzione eurimediterranea, presente in tutte le regioni d'Italia. Cresce nei prati aridi, su rupi e ghiaioni, su substrati calcarei ma anche marnoso arenacei, su suoli piuttosto superficiali, aridi d'estate, dal livello del mare alla fascia montana.

## Tassonomia
Sono note le seguenti sottospecie
- Galium lucidum  subsp. lucidum
- Galium lucidum subsp. corrudifolium (Vill.) Bonnier
- Galium lucidum subsp. fruticescens (Cav.) O.Bolòs & Vigo
- Galium lucidum subsp. krendlii Natali
- Galium lucidum subsp. venustum'' (Jord.) Arcang.